# 威廉·丹尼尔

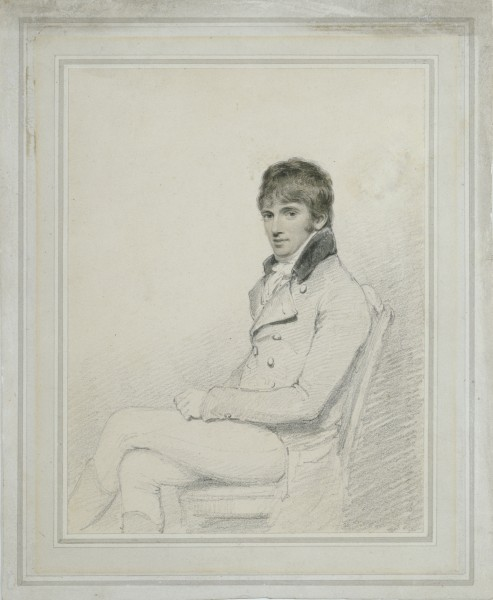
由理查德·韦斯托尔创作的威廉·丹尼尔肖像

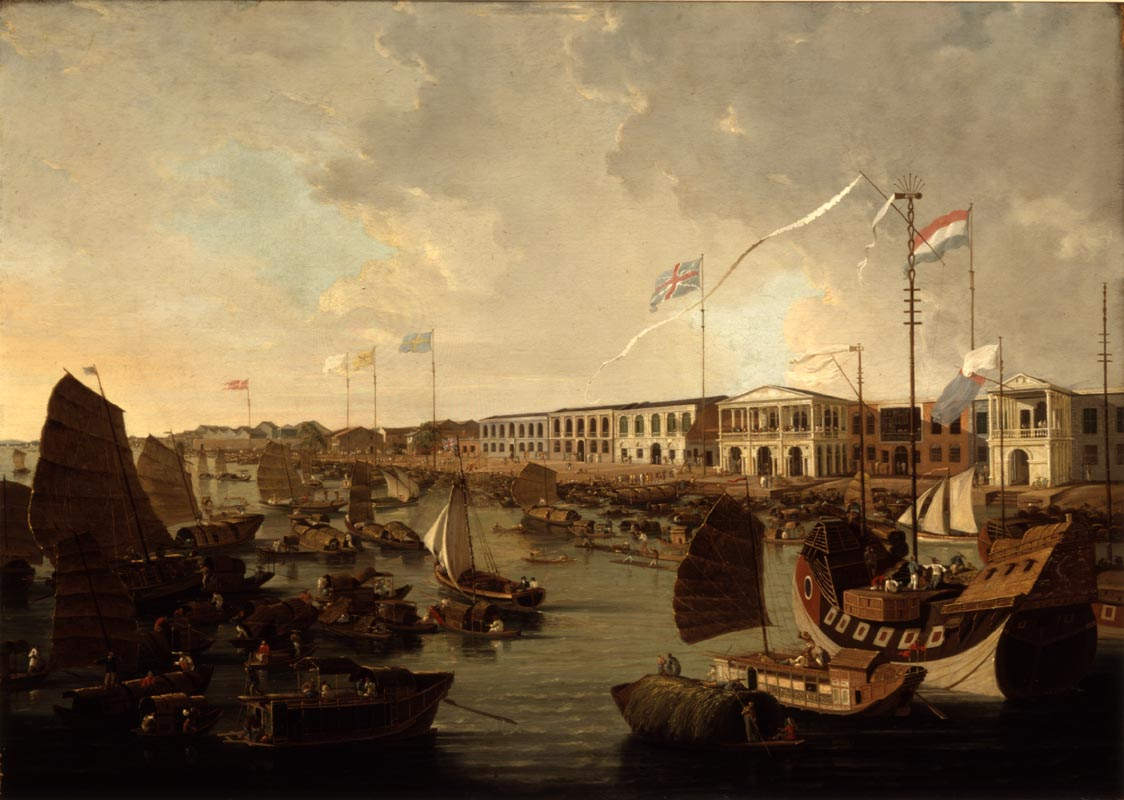
理查德·韦斯托尔筆下的廣州十三行 (1805–10)

威廉·丹尼尔 RA（William Daniell；1769年—1837年），英国园林艺术和海洋艺术派画家，也是一位雕刻师，他出生于英國薩里郡的泰晤士河畔金士頓，长期游历远东地区，同时也长期在英国的海岸线创作水彩画。1822年成为英国皇家院士。

## 拓展阅读
- Garvey, John. William Daniell's Isle of Skye & Raasay （页面存档备份，存于） (Matador, UK, 2009). ISBN 978 1848761 070